# Ivan V. Drašković
Ivan V. Drašković Trakošćanski (njem. Johann Graf von Draskowics) (?, oko 1660. – Varaždin, 4. siječnja 1733.), hrvatski grof, hrvatski ban 1732. – 1733., član hrvatske velikaške obitelji Draškovića. 

## Životopis
Sin je podmaršala i grofa Ivana IV. Studij prava završio je 1693. godine u Bologni. Od 1699. godine obnašao je dužnost valpovačkog i baranjskog župana. Godine 1704. sudjelovao u ratu protiv erdeljskog kneza Franje II. Rákóczyja, a četiri godine kasnije promaknut je u čin generala. Godine 1712. zauzimao se na hrvatskom saboru za prihvaćanje Hrvatske pragmatične sankcije, koja je omogućavala da se nasljedno pravo osigura i ženskoj lozi habsburške dinastije.
Godine 1716. sudjelovao je kao podmaršal i zapovjednik narodne vojske u ratu protiv Osmanlija pri osvajanju Dubice, Prkovice i Ostrošca te pustošenju okolice Novoga. Dvije godine kasnije imenovan je savjetnikom Ratnoga vijeća. Od 1718. godine obnašao je dužnost banskog namjesnika, a 1732. godine imenovan je za hrvatskog bana i postavljen za glavnoga zapovjednika Banske krajine.

## Obitelj
Supruga mu je bila Marija Katarina rođ. Brandis. S njom je imao sina Ivana VII., kćer Anu i mlađeg sina Josipa Kazimira Draškovića, hrvatskog grofa i austrijskog generala. 

## Vanjske poveznice
- Ivan V. Drašković Hrvatska enciklopedija
- Ivan V. Drašković Hrvatski biografski leksikon
- Ivan Pederin: Theresianum, počeci njemačko-hrvatskih književnih i kulturnih odnosa i ilirizam  Arhivirana inačica izvorne stranice od 28. rujna 2012. (Wayback Machine), Kolo, broj 3, jesen 2007.

| Prethodnik: | Hrvatski ban (1732. - 1733.) | Nasljednik:     |
| Ivan Pálffy | Hrvatski ban (1732. - 1733.) | Josip Esterházy |